# Prionus hintoni
Prionus hintoni är en skalbaggsart som beskrevs av Linsley 1935. Prionus hintoni ingår i släktet Prionus och familjen långhorningar. Inga underarter finns listade i Catalogue of Life.